# Arracanês
Os arracaneses, que também são chamados marmas e raquines, são um dos grupos étnicos que compõem a população de Bangladexe (região das colinas de Chatigão), onde são aproximadamente 200 000 (2001), na Birmânia (estado do Arracão), onde são 2 730 000 e na Índia (vivendo nos estados de Assão, Tripurá, Mizorão e Bengala Ocidental), onde são 24 000.
Em Bangladesh, foi assinado um tratado de paz em 2 de dezembro de 1997,o que terminou com um conflito de mais de 20 anos de conflitos entre o governo central e as populações originárias das colinas de Chatigão. Assim, os marmas serão representados no "Conselho Regional das Colinas de Chatigão" que será encarregado da administração dos três distritos que constituem a região.

## Língua e cultura
A língua arracanesa faz parte do grupo chamado "lolo-birmanês" do ramo tibeto-birmanês das línguas sino-tibetanas.
Os arracaneses seguem duas religiões: uma parte da população segue o teravada, enquanto que outra mantém a fé nas práticas tradicionais da etnia.